# Stephan Hanke
Stephan Hanke (né le 19 octobre 1972 à Mannheim) est un footballeur allemand.
Stephan Hanke commença sa carrière en Bundesliga avec le club Bayer Leverkusen.

## Statistiques
- 62 matchs 1 but dans la Bundesliga
- 119 matchs 4 buts la 2. Bundesliga
- 76 matchs 7 buts dans la Regionalliga Sud
- 82 matchs 8 buts dans la Regionalliga Nord
- 951 matchs 852 buts dans la Regionalliga Nord